# Tchin-tchin (Billetdoux)
Pour les articles homonymes, voir Tchin.
Tchin-tchin est une pièce de théâtre française de François Billetdoux. Elle est créée en 1959 au théâtre de Poche Montparnasse à Paris.
Traduite en anglais par Willis Hall, elle est jouée au West End theatre de Londres en 1960 sous le titre Chin Chin, puis au Plymouth Theatre à Broadway en 1962, avec notamment Margaret Leighton et Anthony Quinn.